# 村川一雄
村川 一雄（むらかわ かずお）は、日本の知的財産学者、新領域法学者。技術士（電気電子部門）・博士（工学）。大阪工業大学知的財産専門職大学院教授。日本国際知的財産保護協会(AIPPI-J)研究グループ元委員。電子情報通信学会査読委員。電気学会電磁環境技術(EMC)委員会元委員。
専門は、知的財産戦略（特に、技術標準化・標準必須特許(SEP)ビジネスモデル、知的財産事業化）、アジア知的財産法（特に中国・台湾・韓国・インド）、特許情報・知的財産情報システム、電気/電子情報通信。

## 略歴
熊本県出身。1984年熊本大学工学部電子工学科卒業。1986年同大学大学院工学研究科電子工学専攻修士課程修了。のちに、博士（工学）。NTT電気通信研究所に入社し、環境電磁技術(EMC)の評価・研究開発に従事。その後、同社知的財産センタ企画部担当部長、国際室北京事務所担当部長、東日本技術協力センタEMC技術担当部長などを歴任。NTT在籍中にITU-T SG5課題責任者を担当し、国際・国内標準規格の勧告化に貢献。2014年より大阪工業大学知的財産専門職大学院教授。
主な所属学会は、日本知財学会、日本国際知的財産保護協会、日本ITU協会、電気学会、電子情報通信学会など。主な受賞は、日本ITU協会国際活動奨励賞（2000:  1996年以来、ITU-T SG5の公式会合およびラポータ会合に出席し電磁環境両立性(EMC)に関する勧告の作成に寄与するとともに日本の意見を反映させ、1998年からは接地ハンドブックのエディタを兼務し草案を作成した等の事由）。
指導する研究室学生が近畿経済産業局主催「開放特許を活用したビジネスアイデア学生コンテスト」2021で近畿経済産業局長賞・関西みらい銀行賞を受賞している。
知的財産学の対外啓蒙活動として、大阪市立総合生涯学習センターとの連携講座2019「知的財産の世界」での講師（テーマ：国際標準と知的財産）、高校生向けには熊本工業高校情報システム課「知財活用課題研究」2023にオブザーバーとして参加・支援している。また、知的財産分野を含めたアジアとの国際交流の推進活動として、大阪工業大学知的財産専門職大学院の自身の研究室へのアジア（特に中国）からの留学生の積極的な受入の推進、日本在住外国人向けの日本語ボランティア活動（西東京にほんご教室Ninicl）にも取り組んでいる。

## 主な考察
- 日台の特許審査基準に関する比較研究
- 中国の通信、電気・電子機器分野における技術標準化動向および知的財産の保護と活用
- 新興国（インド・ブラジル・ロシアなど）市場における知的財産の活用と保護
- IoT時代における企業の保有する知的財産と標準規格との協調とその活用
- AIが生み出す著作物の著作権の帰属に関する研究
- 電子製品企業のグローバル知的財産戦略について - 台湾ホンハイ(鴻海精密)を中心に
- 自動運転システムにおけるクラウドネットワークの通信遅延条件 - 特許情報検索によるアプローチ